# FK Krajina Cazin
Fudbalski Klub Krajina Cazin is Bosnische voetbalclub uit Cazin, in het noordoosten van het land.

## Geschiedenis
Fudbalski Klub Krajina Cazin werd in 1932 opgericht en nam deel aan verschillende amateurklassen in het toenmalige Joegoslavië. Na de onafhankelijkheid van Bosnië-Herzegovina in 1992 speelde de club vanaf 1993 in de Prva nogometna liga Hrvatske Republike Herceg-Bosne , wat toen de hoogste voetbalcompetitie was voor clubs met een Kroatische etniciteit.
Zeven à acht jaar later, in het seizoen 2000-2001, kwam Cazin voor het eerst in haar geschiedenis uit in de Premijer Liga. Helaas eindigde de club voorlaatste in dat seizoen en degradeerde het meteen terug naar de tweede divisie, waar het anno 2012 nog altijd uitkomt.
In de tussentijd zakte Cazin weleens naar derde klasse, maar het keerde altijd meteen terug naar tweede klasse. In het seizoen 2010-2011 miste de club op een haar na de promotie naar de Premijer Liga, het eindigde derde op negen punten van kampioen NK GOŠK Gabela. In 2013 degradeerde de club naar de Druga liga FBiH.

## Bekende (ex-)spelers
- Safet Nadarević
- Adis Nurković
- Edin Pehlić
- Aleksandar Railić
- Emir Spahić